# シニスター・ゲイツ
シニスター・ゲイツ、本名：ブライアン・エルウィン・ヘイナー・ジュニア（Brian Elwin Haner, Jr., 1981年7月7日 - ）、愛称シン(Syn)はアメリカ人の演奏家で、ヘヴィ・メタル・バンド、アヴェンジド・セヴンフォールドのリード・ギタリストとして最もよく知られている。（1999年にバンド参加、2001年に正式加入。）シンは、彼の特注のシェクター・ギターで様々なスタイルの演奏をこなす。とはいえ、黒に銀の線が入ったギターを使うことも多い。シニスター・ゲイツは、ギター・ワールド誌の「時代を超えた永遠の100人の偉大なギタリスト」の投票で87位に入っている。

## 経歴

### バンド結成以前
ゲイツは、カリフォルニア州ロサンゼルスのミュージシャン・インスティテュート（ギター・インスティテュートの音楽プログラムの一部なのだが、ジャズ・ギターやクラシック・ギターを研究する）で学んだ。入学後一年と少しが過ぎた頃、ゲイツはザ・レヴからの電話を受ける。それは「リード・ギターとしてバンドに加入したいかどうか」を尋ねるものだった。ヘイナーは、スタジオ・プロデューサーになるための教育を受けるよりは、バンドに加わることを選んだ。この時以来、彼は、ほとんどの場合ヴィデオを見たり本を読んだりして、自学自習によりギターを学んできたのである。彼の父親であるブライアン・ヘイナー・シニアもまた、「ギター・ガイ」として知られているのだが、作詞家でもあり、ギタリストであって、そしてジェフ・ダッチマンと一緒にツアーをしたことのあるコメディアンでもあった。ゲイツは、母方がスペイン系、父方がドイツ系とウェールズ系としての血を引いている。

### アヴェンジド・セヴンフォールド

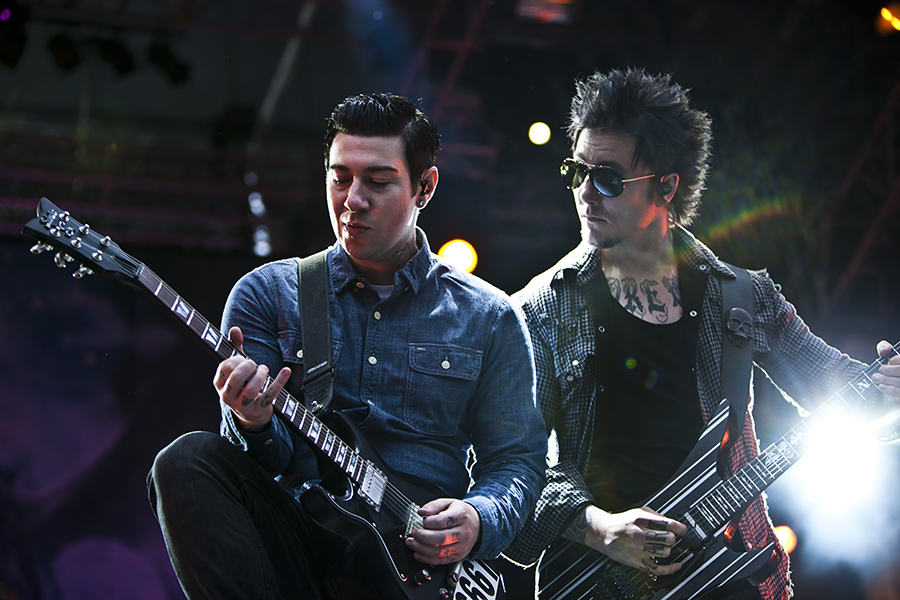
2011年のライブにてザッキー・ヴェンジェンス（左）と演奏するシニスター・ゲイツ（右）

ミニアルバム「ウォームネス・オン・ザ・ソウル」には、ゲイツを前面に出した演奏が収録されている。このミニアルバムには、アヴェンジド・セヴンフォールドの一枚目のアルバムから選曲した曲が収録されているが、その中にはゲイツの新しいヴァージョンである「To End the Rapture」が含まれていた。アヴェンジド・セヴンフォールドのデビュー・アルバムに印刷されていた名前は「Synyster Gates」だったのである。
アヴェンジド・セヴンフォールドのDVD「All Excess」で、ゲイツは、自分の名前はザ・レヴと一緒に酒を飲んで公園の中で車を運転していた時に出来た名前なんだ、と述べている。
シニスター・ゲイツは賞を8つ獲得している。2006年には、メタル・ハマー誌のゴールデン・ゴッヅ賞のダイムバッグ・ダレル・ヤング・シュレッダー賞に選ばれている。また、同じ年に、トータル・ギター誌の年間ギタリスト賞に選ばれている。2008年のケラング誌の読者投票では、「最もセクシーな男性」に選ばれている。2010年には、ギター・ワールド誌で、永遠の最優秀ギタリスト30人の内の一人に選ばれている。ギター・ワールド誌では、ゲイツについて、「指がねじ曲がりそうなリックを弾き、アクロバットのようなスウィープ・ピッキングをし、悪魔のような半音階を弾き、突き抜けるような複音ハーモニクスを使うことができる」と記されている。ゲイツは、ギター・ヒーローが選ぶ50人の最速ギタリストに選ばれている。2010年のギター・ワールド誌の読者投票で、最もファッションセンスが良いギタリスト、そして同時に、最高のメタルギタリストに選出されている。ロック・ワン誌の2010年の読者投票では、ゲイツはロック界のベスト3ミュージシャンに選ばれている。2011年4月20日には、ゲイツは同僚のザッキー・ヴェンジェンスとともに、リヴォルヴァー・ゴールデン・ゴッド賞に選ばれている。アヴェンジド・セヴンフォールドは他の賞にもいくつも入賞し、その夜はショーの中心となる演奏を披露したのである。彼らの5枚目のアルバム「ナイトメア」と同じ日に発売されたリヴォルヴァー誌の特別版で、ゲイツは、祖父に敬意を表して「ソウ・ファー・アウェイ」という曲を創り始めた、と述べている。とはいえ、その歌は、2009年12月に亡くなった、シンのかつての仲間であるザ・レヴにも捧げられたのである。

### ピンクリー・スムース
ヘイナーはザ・レヴと一緒に、ピンクリー・スムースという名のヘヴィ・メタルバンドで演奏していた。2001年の夏にカリフォルニア州ハンティントン・ビーチで結成されたのだが、このバンドでは、元バリスティコのバック・シルヴァースパーをベースに、D・ロックをドラムズに迎え、彼ら二人を大きく取り上げた演奏をしていたのである。ピンクリー・スムースはアルバムを一枚発表している。アンフォーチュネット・スノート・オン・バクタン・レコードから発売されているが、ほとんどパンク・ロックな音と、スカ、そしてプログレッシヴ・メタルが入り組んだような音楽が演奏されている。アヴェンジド・セヴンフォールドの前のベーシストであるジャスティン・セインがキーボードとピアノを演奏している。このバンドがもう一枚アルバムを出すのではないかと憶測されていたが、ザ・レヴが亡くなったために、その可能性は極めて低くなった印象がある。ともあれブライアンは、アンフォーチュネット・スノートからの楽曲をリマスターし、改めてアルバムを再発したいと語っている。

## 私生活
2010年5月7日に結婚。2人子供がいる。また、妻の双子の妹はM.シャドウズと結婚しているため、シャドウズとゲイツは義理の兄弟である。

## ディスコグラフィー

### With Avenged Sevenfold
- Sounding the Seventh Trumpet (2001)
- Waking the Fallen (2003)
- City of Evil (2005)
- Avenged Sevenfold (2007)
- Live in the LBC & Diamonds in the Rough (2008)
- Nightmare (2010)
- Hail to the King (2013)

### With Pinkly Smooth
- Unfortunate Snort (2002)

### Featured guest appearances
- Bleeding Through's "Savior, Saint, Salvation," track (with M. Shadows).
- Good Charlotte's "The River" track and music video (with M. Shadows).
- Burn Halo's "Dirty Little Girl" track and music video.
- Burn Halo's "Anejo" track.
- Brian Haner's "Blow-Up Doll" music video.
- The Jeff Dunham Show intro song (with his father).
- AxeWound's "Vultures" from their debut album of the same name.
- MGK's"Save Me" from the album Lace Up (with M. Shadows).

## 使用機材

### ギター
ゲイツは、主としてシェクター・ギターを使用している。シェクター・ギター・リサーチがこれまでゲイツのスポンサーであり、自分のシグネチャー・モデルである“アヴェンジャー”を所有している。ゲイツはまた、ESPギターも使用している。アルバム「アヴェンジド・セヴンフォールド」、「ウェイキング・ザ・フォーレン」、「シティ・オヴ・イーヴル」の録音でも使用している。

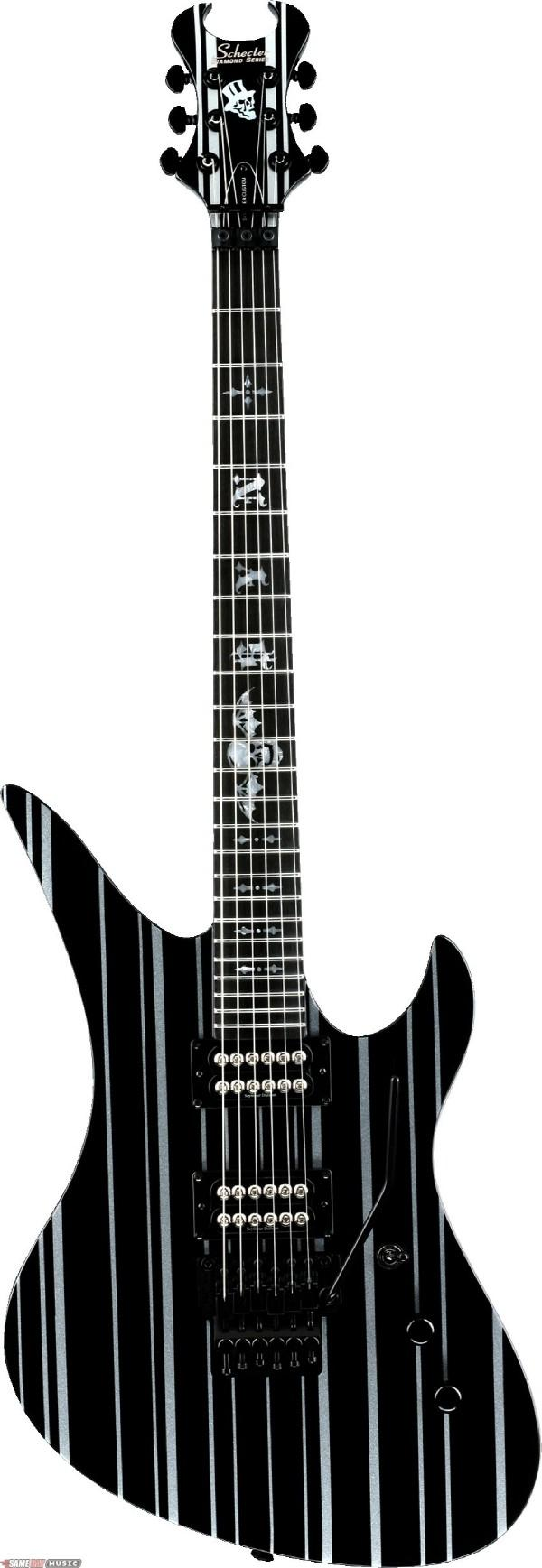
Schecter Synyster custom

- Schecter Synyster Gates Signature Custom models with Seymour Duncan Synyster Gates Invaders and Sustainiac neck pickup sustainer(black with white pinstripes, white with gold pinstripes, black with red pinstripes, black with gold pinstripes, purple with green pinstripes.
- Schecter custom models with Rebel flag, American flag, German flag, Black with Red Stripes, Red with Black Stripes, White with Gold Stripes, White with Black Stripes, one featuring Jack Nicholson's Joker art and color scheme.
- Schecter Synyster Gates Custom with "REV" inlays on fret board instead of "SYN" featured on the So Far Away music video
- Schecter Synyster Custom
- Schecter Synyster Deluxe Prototype
- Schecter Synyster Special
- Schecter Avenger
- Schecter C-1 Classic - Transparent Blue
- Schecter Custom C-1 FR(white, black)
- Schecter Omen-6 FR
- Gibson ES-335
- Schecter Hellraiser C-1 FR
- Schecter Scorpion with Seymour Duncan JBs
- Schecter PT Fastback
- Schecter S-1 loaded with Seymour Duncan JBs
- Gibson Les Paul in arctic white, this was used in the video for Unholy Confessions
- Parker Fly
- Ibanez - S Prestige
- Fender - Squier Stratocaster
- Epiphone Rockbass

### アンプ・エフェクター
Effects unit
- Krank Distortus Maximus[4]
- Boss SD-1 Super Overdrive
- Boss CS-3 Compresser Sustainer(2)
- Boss RV-5 Digital Reverb
- Boss BF-3 Flanger
- Boss PH-3 Phase Shifter
- Boss GT-8 Guitar Multi Effects Processor
- Boss GT-10 Guitar Multi Effects Processor
- Frantone "The Sweet" Distortion
- DigiTech Whammy Pedal
- Budda Custom Wah
- MXR Custom Audio Electronics MC-401 Boost Pedal
- MXR Carbon Copy Delay
- MXR Custom Comp
- Visual Sound H20 Chorus & Echo[5]
- Sustainiac Stealth Pro Sustainer pickup
- Dunlop Crybaby RackWah
- Crybaby control pedal for the RackWah
- Fractal Audio Systems Axe-FX II guitar processor
- Fractal Audio Systems MFC-101 Midi Foot Controller
- Guitar Rig 5

### Amplifiers
- Bogner Uberschall
- Bogner Uberschall Twin Jet
- Mesa Boogie Dual Rectifier
- Mesa Boogie 4x12 Cabinets
- Marshall JVM 205h
- Marshall 1960 4x12 Cabinets
- Schecter Hellwin USA 100W head, Synyster Gates custom amp(released in 2013)
- Schecter Hellwin USA 4x12 Celestion Vintage 30s cabinets

### Other Equipment
- Audio-Technica 5000 wireless system
- Ernie Ball strings, gauged .010-.052. ('skinny top, heavy bottom' strings)
- Dunlop Gator Grip .96mm picks
- Black Dunlop Gator Grip .96mm picks
- Rebel Straps Skull Bottle Opener Strap
- Rebel Straps Skull Pick Box Strap
- White Get'm Get'm Sergeant Stripes Guitar Strap
- Black Schaller Strap Locks
- Levy's Boot Leather Guitar Strap With Metal Bullet

### 註
1. ↑  http://www.uberproaudio.com/who-plays-what/188-avenged-sevenfold-synyster-gates-guitar-gear-rig-and-equipment
2. ↑  http://www.revolvermag.com/news/exclusive-interview-avenged-sevenfolds-synyster-gates-talks-the-revolver-golden-gods.html
3. 1 2  http://deathbatnews.wordpress.com/2010/12/09/synyster-gates-talks-pinkly-smooth-and-more-with-binaural/
4. ↑  Avenged Sevenfold - Synyster Gates Guitar Gear Rig and Equipment
5. ↑  Visual Sound - Guitar Effects Pedals, 1 SPOT Pedalboard Power Supplies, and more

- “Avenged Sevenfold - Synyster Gates Guitar Gear Rig and Equipment”. 2013年12月31日閲覧。

http://www.schecterguitars.com/Amplification/Synyster-Gates-Signature-Design.aspx